# Sporobolus amaliae
Sporobolus amaliae är en gräsart som beskrevs av Jan Frederik Veldkamp. Sporobolus amaliae ingår i släktet droppgräs, och familjen gräs. Inga underarter finns listade i Catalogue of Life.